# 프리드리히 2세 폰 바덴 대공
프리드리히 2세(독일어: Friedrich II, 1857년 7월 9일~1928년 8월 8일)는 바덴의 프리드리히 1세와 프로이센의 루이제 사이에서 태어난 아들이자 독일 황제 빌헬름 1세의 외손자로서, 바덴의 마지막 대공이 되었다. 그의 누이는 스웨덴 왕비인 바덴의 빅토리아이다. 나사우 공녀인 나사우의 힐다와 결혼하였지만, 둘 사이에 아이는 없었다.